# Mammillaria spinosissima
Mammillaria spinosissima (укр. Мамілярія найколючіша, мамілярія спінозісіма) — сукулентна рослина з роду мамілярія (Mammillaria) родини кактусових (Cactaceae).

## Історія

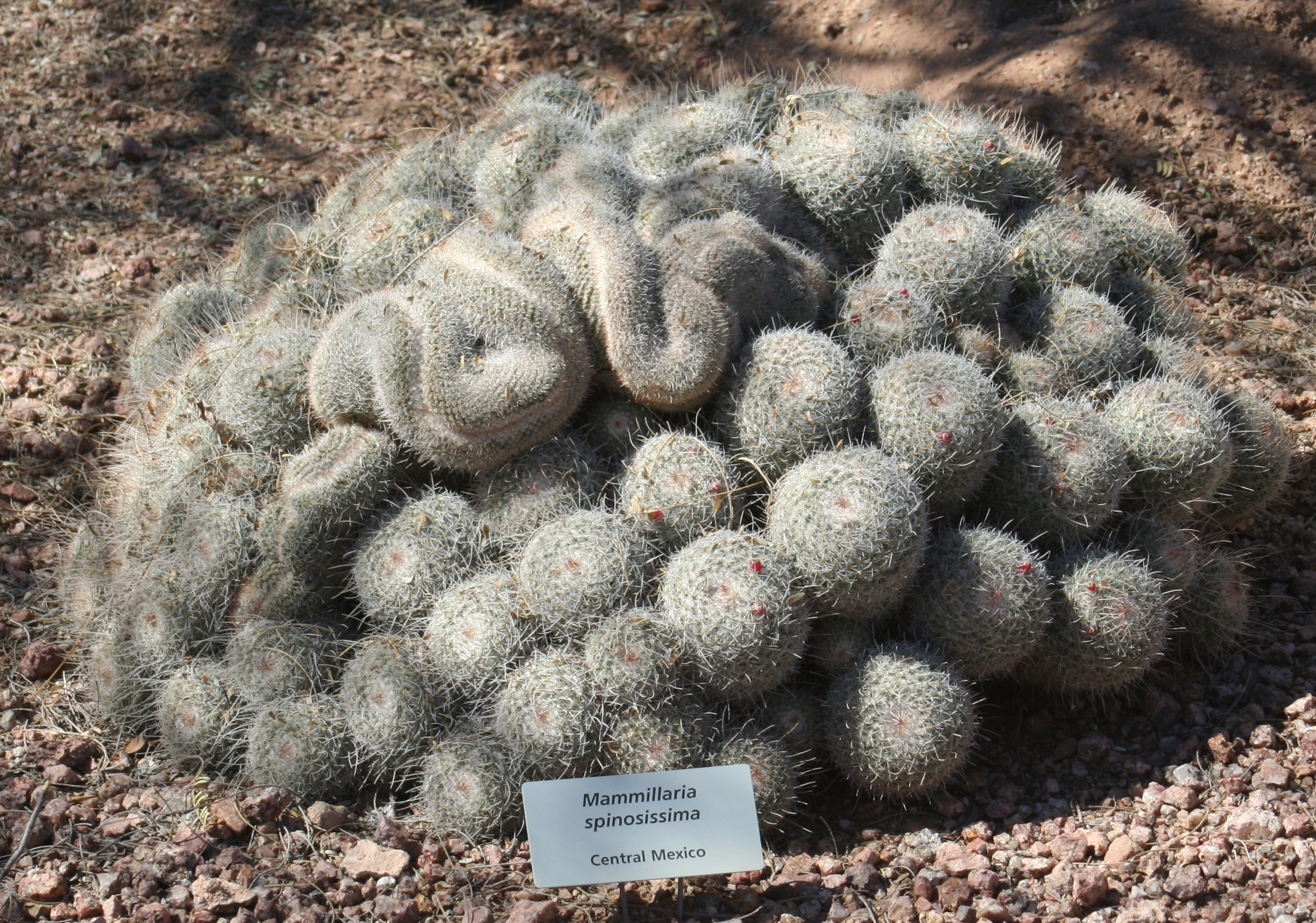
Кущ Mammillaria spinosissima в Пустельному ботанічному саду Фінікса, Аризона (в центрі — кристатна форма)

Вид вперше описаний французьким ботаніком Шарлєм Антуаном Лемером (фр. Charles Antoine Lemaire, 1800—1871) у 1838 році у виданні нім. «Cactearum aliquot novarum».

## Етимологія
Видова назва означає «найколючіша».

## Ареал і екологія
Mammillaria spinosissima є ендемічною рослиною Мексики. Ареал розташований у штатах Морелос, Герреро і Мехіко. Рослини зростають на висоті від 1600 до 1900 метрів над рівнем моря в сухих тропічних лісах і ксерофільному скребі разом з Hechtia glomerata, Echeveria gibbiflora, Oxalis deppei і Agave horrida.

## Морфологічний опис

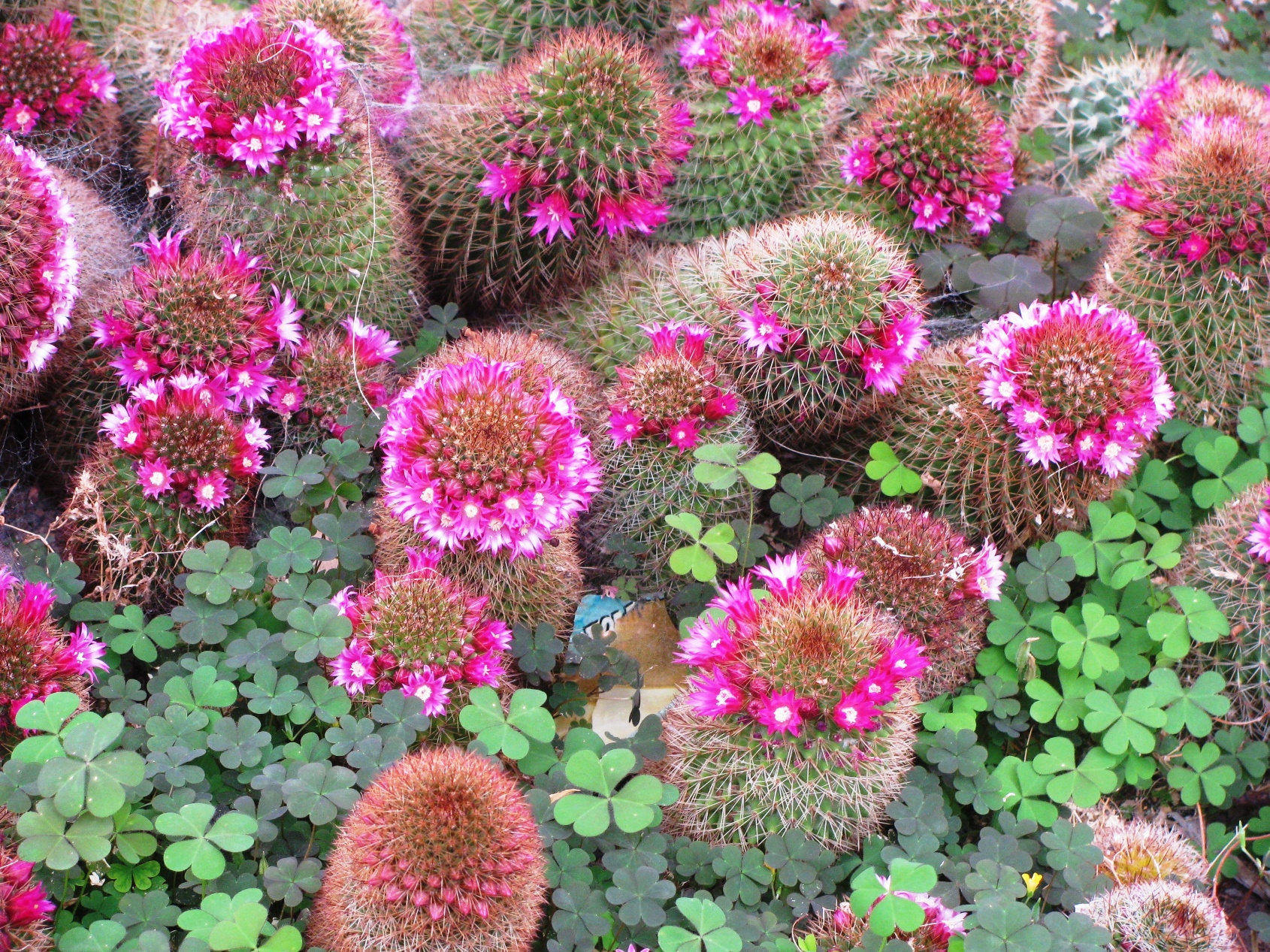

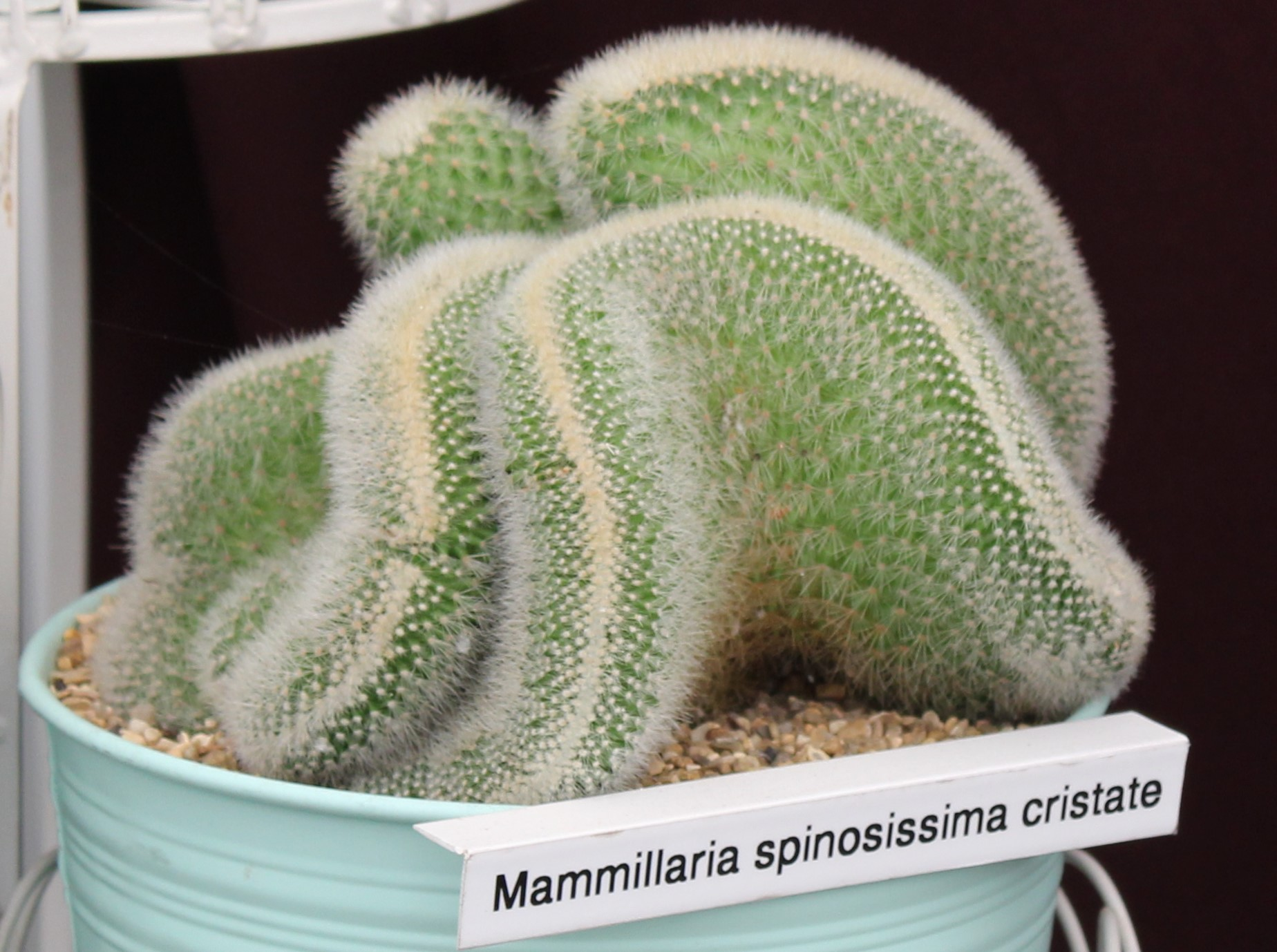
Кристатна форма Mammillaria spinosissima

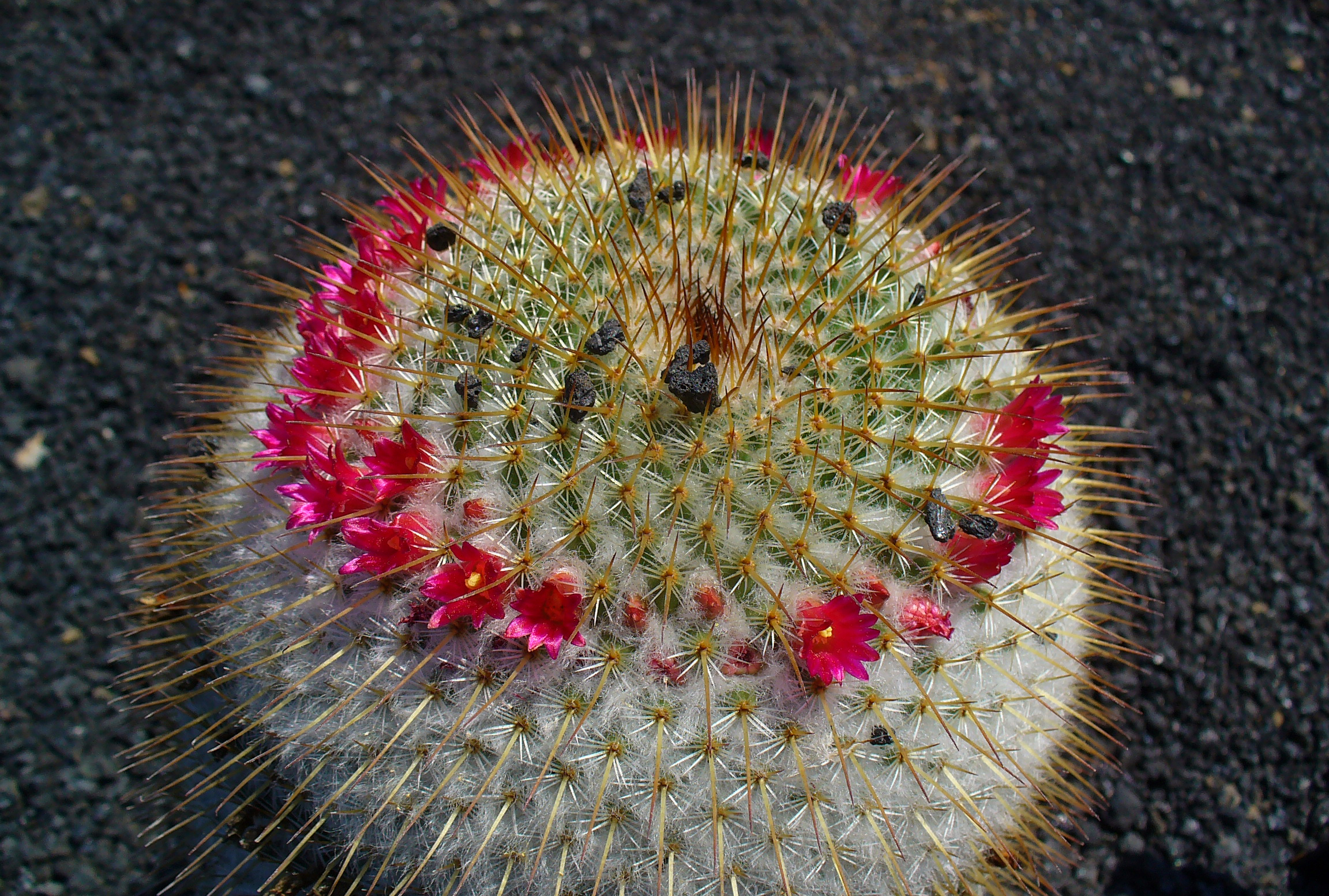
Mammillaria spinosissima subsp. pilcayensis

| Орган              | Опис |
| Рослини            | одиночні, іноді утворюють кущі в зрілому віці.                                                                |
| Коріння            | |
| Стебло             | циліндричне, до 50 см заввишки, 6-7 см в діаметрі.                                                            |
| Епідерміс          | синьо-зелений.                                                                                                |
| Маміли             | овально-конічні, в основі чотиристоронні, зазвичай без молочного соку.                                        |
| Ареоли             | |
| Аксили             | злегка опушені, іноді з щетинками.                                                                            |
| Центральні колючки | колючок 12-15, прямі, темно рожевого відтінку, але змінюються, товщі ніж радіальні колючки.                   |
| Радіальні колючки  | 20-25, прямі, тонкі, голчасті, білі до брудно-білих, жовтих і темно-червонувато-коричневих, 4-6 мм завдовжки. |
| Квіти              | пурпурно-рожеві, 15 мм завдовжки і в діаметрі. Самоплідна.                                                    |
| Бутони             | |
| Зовнішні пелюстки  | |
| Внутрішні пелюстки | |
| Тичинки            | |
| Маточка            | |
| Плоди              | палицевидні, зелені до пурпурно-рожевих, до 20 мм завдовжки.                                                  |
| Насіння            | червонувато-коричневе.                                                                                        |

## Чисельність, охоронний статус та заходи по збереженню
Mammillaria spinosissima входить до Червоного списку Міжнародного союзу охорони природи видів, даних про які недостатньо (DD).
Це погано відомий таксон, існують таксономічні невизначеності щодо його статусу. Інформації про чисельність і загрози, необхідної для оцінки його природоохоронного статусу, немає.
Невідомо, чи зустрічається цей вид у будь-яких природоохоронних територіях.
Охороняється Конвенцією про міжнародну торгівлю видами дикої фауни і флори, що перебувають під загрозою зникнення (CITES).

## Підвиди
Визнано три підвиди Mammillaria rhodantha: номінаційни підвид — Mammillaria spinosissima subsp. spinosissima і підвиди:
- Mammillaria spinosissima subsp. pilcayensis (Bravo) D.R.Hunt
- Mammillaria spinosissima subsp. tepoxtlana D.R.Hunt

### Mammillaria spinosissima subsp. spinosissima
- Широко розповсюдженийа
- Зазвичай відсутні щетинки в аксилах.
- Колючки — мають брудно-білий відтінок.
- Стебло рідко перевищує 30 см заввишки.
- Ареал зростання — Морелос, Герреро і Мехіко.

### Mammillaria spinosissima subsp. pilcayensis
- Може містити трохи молочного соку.
- Небагато щетинок в аксилах.
- Колючки — білуваті.
- Стебло близько 50 см заввишки.
- Ареал зростання — Барранка-де-Пілсая, Герреро.

### Mammillaria spinosissima subsp. tepoxtlana
- Колючки жовтого відтінку.
- Ареал зростання — Морелос.

## Використання
Mammillaria spinosissima зазвичай культивується по всьому світу, часто зустрічається в розплідниках рослин і приватних колекціях. Її називають «червоноголовим ірландцем», тому що найпоширеніші культивовані форми мають червоний або іржаві колючки.